# Lusitano Futebol Clube de Vildemoinhos
Il Lusitano Futebol Clube de Vildemoinhos, o semplicemente Lusitano FCV, è una società calcistica portoghese con sede nella città di Viseu, fondata nel 1916.
Attualmente milita nel Campeonato de Portugal, la terza divisione del campionato portoghese di calcio. Nella stagione 2018-19 dopo essere stata eliminata al primo turno di Taça de Portugal, viene ripescata e raggiunge il quarto turno dove affronta lo Sporting Lisbona.

## Rosa
| N. |                       | Ruolo | Calciatore         |
| -- | --------------------- | ----- | ------------------ |
| 1  | Portogallo (bandiera) | P     | Ruca               |
| 3  | Portogallo (bandiera) | D     | Calico             |
| 4  | Portogallo (bandiera) | D     | Paulo Oliveira     |
| 5  | Portogallo (bandiera) | C     | Tiago Gonçalves    |
| 6  | Montenegro (bandiera) | D     | Uros Smolovic      |
| 7  | Brasile (bandiera)    | A     | Lucas Klysman      |
| 8  | Brasile (bandiera)    | C     | Gustavo Petrocelli |
| 9  | Portogallo (bandiera) | A     | Diogo Braz         |
| 10 | Portogallo (bandiera) | C     | Hélder Rodrigues   |

| N. |                           | Ruolo | Calciatore      |
| -- | ------------------------- | ----- | --------------- |
| 11 | Portogallo (bandiera)     | C     | Edgar Lopes     |
| 12 | Costa d'Avorio (bandiera) | P     | Badi Sea        |
| 19 | Portogallo (bandiera)     | C     | Barros          |
| 20 | Portogallo (bandiera)     | A     | Ricardo Leal    |
| 21 | Senegal (bandiera)        | A     | Assane Baldé    |
| 22 | Portogallo (bandiera)     | D     | Nuno Rodrigues  |
| 23 | Portogallo (bandiera)     | D     | Pedro Marado    |
| 25 | Portogallo (bandiera)     | D     | Mauro Santos    |
| 94 | Brasile (bandiera)        | C     | Aryson Menegari |